# British Birds
British Birds — щомісячний орнітологічний журнал, заснований у 1907 році. Належить Британському благодійному фонду птахів. Тираж у 2000 році становив 5250 примірників; наприкінці 1980-х його тираж досягав 11 000 примірників. Поточний редактор — Стівен Мензі.
Журнал орієнтований на професійних бірдвотчерів та орнітологів, а не на аматорських орнітологів, яких обслуговують деякі інші журнали на цю тему. Він публікує висновки Британського комітету з рідкісних птахів.
Логотип журналу — куріпка шотландська, був обраний тому, що в той час він вважався ендемічним британським видом; хоча згодом довгий час вважався підвидом куріпки білої, подальші дослідження привели до повернення йому статусу окремого виду в 2024 році.
У 1916 році журнал British Birds поглинув The Zoologist через брак передплатників.